# Alectrosaurus

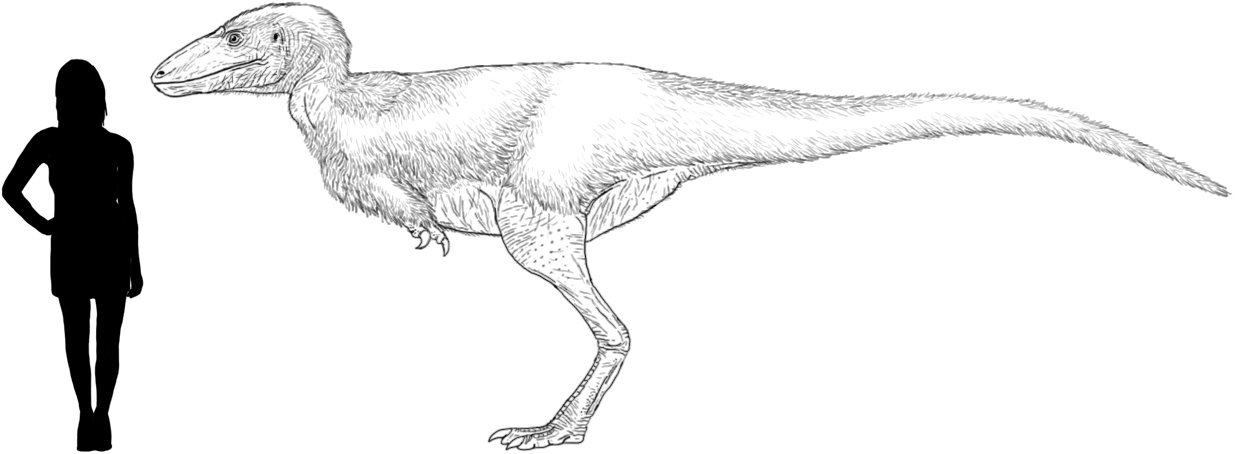
Розмір

Alectrosaurus (означає «самотня ящірка») — це рід тиранозавроїдних тероподів, які мешкали в Азії під час пізнього крейдяного періоду, приблизно 96 мільйонів років тому, у нинішній формації Ірен Дабасу, Монголія.
Це був середнього розміру, середньої статури, двоногий м'ясоїдна тварина, що жила на землі, приблизно від 5 до 6 метрів завдовжки й вагою від 454 до 907 кг із формою тіла, подібною до свого значно більшого розвиненого родича, тиранозавра. Алектрозавр був дуже швидким тиранозавроідом, на що вказують подовжені задні кінцівки, які, ймовірно, заповнювали нішу хижака-переслідувача, риса, яку, здається, втратили розвинені та міцні тиранозавриди в дорослому віці.